# Eirmotus isthmus
Eirmotus isthmus är en fiskart som beskrevs av Tan och Maurice Kottelat 2008. Eirmotus isthmus ingår i släktet Eirmotus och familjen karpfiskar. Inga underarter finns listade i Catalogue of Life.